# Apricot Stone
„Apricot Stone” (în engleză Sâmbure de caisă) este o melodie a cântăreței armeano-ruse Eva Rivas, care a reprezentat Armenia la Concursul Muzical Eurovision 2010. Melodia a fost compusă de Armen Martirosian, compozitorul primei melodii reprezentante a Armeniei la Eurovision, „Without Your Love”, și Karen Kavalerian, care a compus 6 melodii pentru 5 țări diferite.